# لوپرسهاوزن
لوپرسهاوزن (به فرانسوی: Loupershouse) یک کمون در فرانسه است که در Canton of Sarreguemines-Campagne واقع شده‌است.

## خصوصیات
لوپرسهاوزن ۷٫۷۳ کیلومترمربع مساحت و ۸۹۳ نفر جمعیت دارد.